# Hosanagara
Hosanagara là một thị xã panchayat của quận Shimoga thuộc bang Karnataka, Ấn Độ.

## Địa lý
Hosanagara có vị trí 13°55′B 75°04′Đ / 13,92°B 75,07°Đ Nó có độ cao trung bình là 585 mét (1919 feet).

## Nhân khẩu
Theo điều tra dân số năm 2001 của Ấn Độ, Hosanagara có dân số 5042 người. Phái nam chiếm 51% tổng số dân và phái nữ chiếm 49%. Hosanagara có tỷ lệ 80% biết đọc biết viết, cao hơn tỷ lệ trung bình toàn quốc là 59,5%: tỷ lệ cho phái nam là 84%, và tỷ lệ cho phái nữ là 75%. Tại Hosanagara, 11% dân số nhỏ hơn 6 tuổi.